# Santa Maria Immacolata all'Esquilino
Santa Maria Immacolata all'Esquilino ou Igreja de Nossa Senhora da Conceição no Esquilino é uma igreja de Roma, Itália, localizada no rione Esquilino, na via Emanuele Filiberto. É dedicada a Nossa Senhora da Conceição.

## História
Esta igreja foi construída entre 1896 e 1914 pelos Irmãos da Caridade, conhecidos como "padres Bigi", fundada por Ludovico da Casoria, pelos arquitetos Cursi & Cortese em estilo neogótico. Foi consagrada pelo cardeal Luigi Traglia em 21 de abril de 1942, um evento relembrado por uma lápide na entrada. Sua fachada é flanqueada por duas torres sineiras; acima do portal está um mosaico da Imaculada cercada por um manto decorado por estrelas. O interior apresenta uma nave ladeada por dois corredores separados dela por fileiras de colunas; belíssimos vitrais iluminam o ambiente.
A congregação dos padres Bigi se desfez em 1973 e, hoje, a igreja é uma igreja subsidiária da paróquia de Santi Marcellino e Pietro al Laterano. 